# Montevarchi
Montevarchi är en ort och kommun i provinsen Arezzo i regionen Toscana i Italien. Kommunen hade 24 490 invånare (2018).